# Chiasmia anguifera
Chiasmia anguifera es una especie de polilla de la familia Geometridae, descrita por primera vez por Louis Beethoven Prout en 1934 con distribución en Uganda. El holotipo de la especie fue descrita en la región volcánica de las montañas Virunga. Es una polilla mediana con una envergadura de 36 milímetros (1,4 plg).